# Rivière du Massacre
Rivière du Massacre är ett vattendrag i Dominikanska republiken, på gränsen till Haiti. Det ligger i den nordvästra delen av landet, 230 km nordväst om huvudstaden Santo Domingo.